# Louis Newashish
Louis Newashish (m. Manawan, Canadá, 1924) fue cacique de la tribu atikamekw de Manawan entre 1894 y 1924, sucesor de Kitciko Kawasiketc. Lideró una campaña de 5 años para que el gobierno canadiense creara una reserva para los atikamekw en la región de Metapeckeka, (actual Manawan), lo que consolidó al paso definitivo de la tribu de un estilo de vida nómade cazador-recolector a uno completamente sedentario.

## Primeros años
En 1871, la Compañía de la Bahía de Hudson abrió un puesto maderero cerca del lago Métabeskéga, entrando en contacto con los atikanewk de Wemotaci que utilizaban esa zona como punto de reunión antes de dirigirse a sus respectivos sitios de caza de invierno. La compañía explotaba la madera de la zona de Weymontachie, que se trasladaba por vía fluvial utilizando el río Manouane teniendo como base un puesto en una zona llamada Metapeckeka. Un indígena llamado Kitciko Kawasiketc, que trabajaba habitualmente para los madereros, convenció a Louis Newashish de aceptar el empleo de leñador. A ellos se les unieron luego las familias Nipinatcac y Kawaasiketc. Lo único que se sabe de Louis antes de este momento es que vivía a orillas del río Witigo (hoy sumergido bajo una represa).

La Compañía de la Bahía de Hudson se expandió muy rápidamente por la zona, la que quedó muy deteriorada por la tala intensiva. Esto terminó por afectar al nivel de vida de los nativos que tenían dificultades para obtener presas suficientes para sobrevivir. A medida que la caza se hacía más difícil, un mayor número de ellos se unieron a los leñadores y abandonaron el estilo de vida nómade para ir a asentarse a Metapeckeka. Cuando la población estable creció lo suficiente, vieron la necesidad de elegir un líder. Así fue como Kitciko se convirtió en el primer cacique de la nueva tribu.
Tras la muerte de Kitciko en 1894, Louis fue elegido como el nuevo cacique. Era frecuente que funcionarios del gobierno canadiense visitaran la región y entablaran contacto con los indígenas, a quienes intimaban para que abandonen completamente la caza y se dedicaran a la agricultura. En 1894, Louis viajó a Saint Michel des Saints para comprar dos caballos y recibió la misma orden. Esto lo motivó a escribir una carta solicitándole al gobierno que si los obligaba a cambiar de estilo de vida al menos le proporcionen las semillas que requieren, pero esto fue negado argumentando que no había suficiente presupuesto. En el año 1900 se finalizaron las presas de los lagos Kempt, Manawan y Châteauvert, lo que trajo como consecuencia la inundación de Metapeckeka y posterior traslado del poblado aguas arriba, hasta la actual ubicación de Manawan. Fue entonces cuando surge la idea de solicitar la creación de una nueva reserva que les asegurara el control de la región y alejara la influencia de los hombres blancos.